# Montbellet
Montbellet est une commune française située en Haut-Mâconnais dans le département de Saône-et-Loire, en région Bourgogne-Franche-Comté.
Elle fait désormais partie du canton d'Hurigny, après avoir appartenu au canton de Lugny de 1790 à 2015.

## Géographie
Montbellet est une commune du Haut-Mâconnais traversée par la Bourbonne et divisée en hameaux. Elle s'étend des premières collines du Mâconnais à la Saône.
Avec 1 978 hectares (soit 19,78 km²), Montbellet est, par la superficie, la deuxième plus vaste commune de la communauté de communes du Mâconnais-Tournugeois (derrière Tournus et devant Boyer et Lugny).
Bien que portant le nom de Fleurville, le pont éponyme se situe dans la commune (ainsi que dans celle de Pont-de-Vaux côté Ain).
Montbellet dispose de vignes dont la vendange est majoritairement vinifiée à la cave coopérative de Lugny. La commune dispose toutefois d'un vigneron indépendant : le Domaine Geoffroy-Talmot.
À noter : à la limite des communes de Lugny et de Montbellet, sur le territoire de Lugny, à proximité immédiate du moulin Chevalier (Lugny) et en contrebas du hameau de Thurissey, sont encore visibles, de nos jours, deux bornes de pierre armoriées solidement fichées en terre et remontant au Moyen Âge, sculptées d'un côté (ouest) des billettes et quintefeuilles du blason des seigneurs de Lugny et, de l'autre (est), des trois tours crénelées composant le blason des seigneurs de Montbellet (famille de La Tour de Montbellet). Ces bornes ont vraisemblablement été taillées et placées entre 1367 et 1464.

### Hydrographie
Plusieurs cours d'eau traversent le territoire de Montbellet, le principal d'entre eux étant la Bourbonne, affluent de la rive droite de la Saône.
Prenant sa source à Lugny, au pied de la montagne du Château, la Bourbonne coule d'ouest en est, traversant successivement le territoire des communes de Lugny et de Montbellet avant de se jeter dans la Saône, près du hameau de Saint-Oyen.
L'eau de la Bourbonne actionnait autrefois une douzaine de moulins, ce qui fait de cette rivière l'un des premiers cours d'eau de Saône-et-Loire par la densité de ses moulins. Citons, parmi les principaux, le moulin Burdeau, le moulin Vallerot, le moulin Brûlé et le moulin Guillet (devenu moulin Chevalier dans la seconde moitié du XXe siècle) sur le territoire de la commune de Lugny, le moulin des Essarts, le moulin Jouvent et le moulin Bourbon sur celui de Montbellet.
La source de cette rivière – dite « source des Eaux bleues » – alimentait autrefois en eau les fossés du château de Lugny.
8 janvier 1934 : fondation du Syndicat intercommunal des eaux du Haut-Mâconnais, auquel appartiennent Montbellet et neuf autres communes (Lugny, Burgy, Clessé, Viré, Saint-Maurice-de-Satonnay, Vérizet, Bissy-la-Mâconnaise, Péronne et Cruzille), rejointes le 16 août 1934 par Plottes, Chardonnay et Uchizy (puis par Farges et Grevilly en 1938 et par Saint-Gengoux-de-Scissé, Azé et Igé après-guerre).

### Climat
Pour des articles plus généraux, voir Climat de la Bourgogne-Franche-Comté et Climat de Saône-et-Loire.
En 2010, le climat de la commune est de type climat océanique altéré, selon une étude du Centre national de la recherche scientifique s'appuyant sur une série de données couvrant la période 1971-2000. En 2020, Météo-France publie une typologie des climats de la France métropolitaine dans laquelle la commune est exposée à un climat semi-continental et est dans la région climatique Bourgogne, vallée de la Saône, caractérisée par un bon ensoleillement (1 900 h/an), un été chaud (18,5 °C), un air sec au printemps et en été et des vents faibles.
Pour la période 1971-2000, la température annuelle moyenne est de 11,5 °C, avec une amplitude thermique annuelle de 18,1 °C. Le cumul annuel moyen de précipitations est de 876 mm, avec 10,5 jours de précipitations en janvier et 7 jours en juillet. Pour la période 1991-2020, la température moyenne annuelle observée sur la station météorologique de Météo-France la plus proche, « Romenay », sur la commune de Romenay à 15 km à vol d'oiseau, est de 11,8 °C et le cumul annuel moyen de précipitations est de 983,9 mm. 
La température maximale relevée sur cette station est de 40,7 °C, atteinte le 12 août 2003 ; la température minimale est de −19,5 °C, atteinte le 17 janvier 1985,,.
Les paramètres climatiques de la commune ont été estimés pour le milieu du siècle (2041-2070) selon différents scénarios d'émission de gaz à effet de serre à partir des nouvelles projections climatiques de référence DRIAS-2020. Ils sont consultables sur un site dédié publié par Météo-France en novembre 2022.

## Urbanisme

### Typologie
Au 1er janvier 2024, Montbellet est catégorisée commune rurale à habitat dispersé, selon la nouvelle grille communale de densité à sept niveaux définie par l'Insee en 2022.
Elle est située hors unité urbaine. Par ailleurs la commune fait partie de l'aire d'attraction de Mâcon, dont elle est une commune de la couronne,. Cette aire, qui regroupe 105 communes, est catégorisée dans les aires de 50 000 à moins de 200 000 habitants,.

### Occupation des sols
L'occupation des sols de la commune, telle qu'elle ressort de la base de données européenne d’occupation biophysique des sols Corine Land Cover (CLC), est marquée par l'importance des territoires agricoles (83,4 % en 2018), en diminution par rapport à 1990 (85 %). La répartition détaillée en 2018 est la suivante : terres arables (46,6 %), prairies (22,1 %), forêts (10,3 %), zones agricoles hétérogènes (8,7 %), cultures permanentes (5,9 %), eaux continentales (4,6 %), zones urbanisées (1,7 %). L'évolution de l’occupation des sols de la commune et de ses infrastructures peut être observée sur les différentes représentations cartographiques du territoire : la carte de Cassini (XVIIIe siècle), la carte d'état-major (1820-1866) et les cartes ou photos aériennes de l'IGN pour la période actuelle (1950 à aujourd'hui).

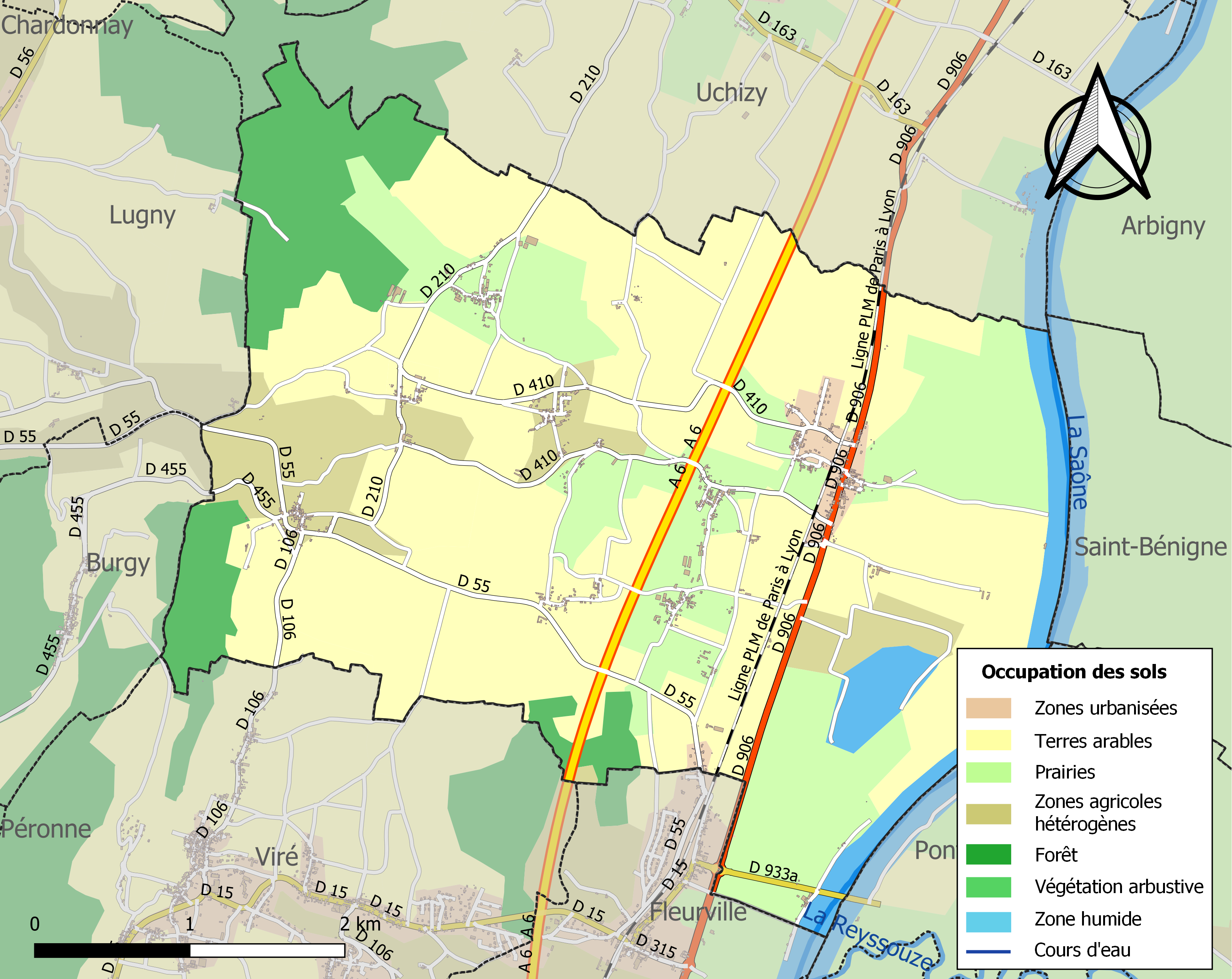
Carte des infrastructures et de l'occupation des sols de la commune en 2018 (CLC).

### Plan local d'urbanisme
L'urbanisme sur le territoire de Montbellet est régi par un plan local d'urbanisme intercommunal (PLUi), document d’urbanisme dont le territoire d’effet n'est plus la commune mais l’intercommunalité du Mâconnais-Tournugeois, soit vingt-quatre communes membres.
Ce document stratégique traduit les principes d’aménagement du territoire et constitue un outil réglementaire fixant les règles de construction et d’occupation des sols applicables sur le territoire, d'où son contenu : un rapport de présentation retraçant le diagnostic du territoire, un projet d’aménagement et de développement durable (PADD) exposant la stratégie intercommunale, des orientations d’aménagement et de programmation (OAP) définissant les conditions d’aménagements de certains quartiers/ilots (cas particuliers), un règlement fixant les règles d’utilisation et de droit des sols ainsi que des annexes (plan de zonage, liste des servitudes, etc.).
Le PLUi du Mâconnais-Tournugeois, fruit d'un processus lancé par la communauté de communes en 2016, a été définitivement adopté par le conseil communautaire le 21 décembre 2023. Il est entré en vigueur le 12 mars 2024.

## Histoire

Armes de la maison de Montbellet.

### Époque gallo-romaine
Au lieu-dit les Plantes se trouvait une grande villa.
Un gisement de poterie se trouve à 1,5 km à l'est de cette villa, au lieu-dit les Grandes Varennes (au sud du hameau de Saint-Oyen), à l'est de la N6 et à 1,5 km de la Saône à hauteur du gué de Jean-de-Saône. Il a été daté du Ier au IIe siècle.
En 1975, des instruments d'oculiste ont été retrouvés dans une tombe de la même époque, près du lit de la Saône. Ces instruments ont été interprétés comme des aiguilles à cataracte, ce qui a permis de mieux évaluer les opérations antiques de la cataracte,.

### Moyen Âge
Berceau des seigneurs de la maison de Montbellet.

### Révolution
Fin juillet 1789 : épisode de la Grande Peur en Mâconnais. Le château de Marfontaine, propriété de Giraud de Montbellet, seigneur du lieu, est dévasté par les Brigands, de même que celui de Mercey, propriété d'Émilien Noly, syndic trésorier des États du Mâconnais. Parmi d'autres brigands arrêtés, le Montbellois Bénigne Poizat, tonnelier au hameau de Buffières, âgé de 51 ans, est pendu à Tournus le 14 août.
1790 : à la création des cantons, la commune de Montbellet est rattachée au canton de Tournus. Quelques années plus tard, tout comme Grevilly et Chardonnay, Montbellet sera rattachée au canton de Lugny.

### XIXesiècle
En 1845, la Chambre adopte un « projet de loi d'intérêt local autorisant [...] un changement de circonscription territoriale » par lequel la limite entre les communes de Montbellet et de Viré, du canton de Lugny, est modifiée : « En conséquence, les hameaux de Boulaize et de Jean-Large sont distraits de la commune de Montbellet et réunis à celle de Viré. »

### XXesiècle
A Saint-Oyen a longtemps fonctionné une école de hameau (construite en 1902).
À compter du 11 novembre 1900, Montbellet (via son hameau de Thurissey), fut desservi par le train, à la suite de l'inauguration ce jour-là de la ligne de chemin de fer à voie étroite Mâcon-Fleurville via Lugny (ligne qui fonctionna, pour le trafic quotidien des voyageurs, jusqu'en 1931,.
1972 : création du Syndicat intercommunal à vocation multiple (SIVOM) du canton de Lugny (siège en mairie de Lugny), auquel adhèrent Montbellet et treize autres communes du Haut-Mâconnais, avec pour objet : la couverture des dépenses d'investissement et de fonctionnement du collège de Lugny, la réalisation d'une maison de retraite, la création et le fonctionnement de tous services sociaux (tels que dispensaire, aide à domicile par exemple), la réalisation de travaux d'assainissement, le ramassage d'ordures ménagères et l'entretien de la voirie communale. L'un des premiers gros chantiers de ce syndicat, outre la construction du collège public de Lugny (entré en service en janvier 1977), sera d'entreprendre la mise en œuvre, dès 1974, d'un réseau intercommunal d'assainissement équipé d'une station d'épuration, ceci au profit de six communes (Montbellet, Lugny, Burgy, Cruzille, Bissy-la-Mâconnaise et Saint-Gengoux-de-Scissé), grâce au transport sur 6,5 kilomètres environ, de Lugny au hameau de Saint-Oyen, des eaux usées collectées.
1975 : entrée en service, sous l'égide du Sivom du canton de Lugny, de la station d'épuration de Montbellet, chargée de recueillir les effluents des communes de Bissy-la-Mâconnaise, Burgy, Cruzille, Lugny, Montbellet et Saint-Gengoux-de-Scissé (1292 clients au début des années 2000, pour 119288 mètres cubes d'eaux usées et 60,5 kilomètres de canalisations).
1993 : fondation de la communauté de communes du Mâconnais-Val de Saône (avec Fleurville et Viré), ayant Viré pour siège. À cette première communauté de communes a succédé, le 1er janvier 2003, la Communauté de communes du Mâconnais - Val de Saône (siège à Lugny), résultant de la fusion de trois intercommunalités (celles du Haut-Mâconnais, de la Haute-Mouge et du Mâconnais-Val de Saône) et totalisant une population de 7 336 habitants.

## Politique et administration

### Liste des maires
| Période                                  | Période   | Identité               | Étiquette | Qualité |
| ---------------------------------------- | --------- | ---------------------- | --------- | ------- |
| mars 1989                                |           | Raymond Bonavent       |           |         |
| mars 2001                                | mars 2008 | Marie-Thérèse Laguette |           |         |
| mars 2008                                | en cours  | Marie-Thérèse Drevet   |           |         |
| Les données manquantes sont à compléter. |           |                        |           |         |

### Intercommunalité et canton

#### Intercommunalité
Montbellet, après avoir appartenu à la communauté de communes du Mâconnais-Val-de-Saône (siège à Lugny), relève depuis le 1er janvier 2017 de la communauté de communes du Mâconnais-Tournugeois (siège à Tournus), à la suite de la mise en place du nouveau schéma départemental de coopération intercommunale (cette nouvelle communauté résulte de la fusion de deux communautés de communes : la communauté de communes du Tournugeois qui regroupait douze communes du Tournugeois et la Communauté de communes du Mâconnais-Val-de-Saône qui regroupait douze communes du Haut-Mâconnais).
Cette communauté de communes est gérée par un conseil communautaire composé de quarante et un membres représentant chacune des communes adhérentes (et élus pour une durée de six ans), conseil au sein duquel Montbellet, à l'instar de Clessé, Lugny, Uchizy et Viré, est représenté par deux délégués (les autres communes de l'intercommunalité disposant d'un seul représentant, exception faite de la ville de Tournus qui en totalise treize).
Depuis 2020 (et jusqu'en 2026), les délégués représentant Montbellet au sein de ce conseil communautaire sont :
- Marie-Thérèse Drevet (maire) ;
- Marie-Claire Husson (adjointe au maire).

#### Canton
Montbellet, commune qui relevait du canton de Lugny depuis 1790, appartient depuis 2015 au canton d'Hurigny, à la suite du nouveau découpage territorial de Saône-et-Loire entré en vigueur à l'occasion des élections départementales de 2015 (découpage défini par le décret du 18 février 2014, en application des lois du 17 mai 2013).
Le canton d'Hurigny, tel qu'il se présente depuis cette réforme, est constitué de communes qui appartenaient auparavant à trois anciens cantons : le canton de Lugny (14 communes), le canton de Mâcon-Nord (12 communes) et le canton de Mâcon-Sud (2 communes).

### Sécurité

#### Gendarmerie

L'unité de gendarmerie à laquelle la commune de Montbellet est rattachée est la brigade de Lugny.

#### Sapeurs-pompiers
La commune de Montbellet relève du secteur d'intervention des sapeurs-pompiers du centre d'incendie et de secours de Tournus et, pour partie depuis juin 2023, de celui de Lugny.

## Démographie
Les habitants de Montbellet s'appellent les Montbellois.

L'évolution du nombre d'habitants est connue à travers les recensements de la population effectués dans la commune depuis 1793. Pour les communes de moins de 10 000 habitants, une enquête de recensement portant sur toute la population est réalisée tous les cinq ans, les populations de référence des années intermédiaires étant quant à elles estimées par interpolation ou extrapolation. Pour la commune, le premier recensement exhaustif entrant dans le cadre du nouveau dispositif a été réalisé en 2005.

En 2022, la commune comptait 864 habitants, en évolution de +7,6 % par rapport à 2016 (Saône-et-Loire : −1,06 %, France hors Mayotte : +2,11 %).
| 1793  | 1800  | 1806  | 1821  | 1831  | 1836  | 1841  | 1846  | 1851  |
| ----- | ----- | ----- | ----- | ----- | ----- | ----- | ----- | ----- |
| 1 332 | 1 393 | 1 464 | 1 368 | 1 422 | 1 532 | 1 539 | 1 537 | 1 479 |

| 1856  | 1861  | 1866  | 1872  | 1876  | 1881  | 1886  | 1891  | 1896  |
| ----- | ----- | ----- | ----- | ----- | ----- | ----- | ----- | ----- |
| 1 499 | 1 370 | 1 341 | 1 269 | 1 202 | 1 196 | 1 210 | 1 078 | 1 024 |

| 1901  | 1906  | 1911  | 1921 | 1926 | 1931 | 1936 | 1946 | 1954 |
| ----- | ----- | ----- | ---- | ---- | ---- | ---- | ---- | ---- |
| 1 025 | 1 031 | 1 020 | 923  | 935  | 882  | 821  | 841  | 784  |

| 1962 | 1968 | 1975 | 1982 | 1990 | 1999 | 2005 | 2006 | 2010 |
| ---- | ---- | ---- | ---- | ---- | ---- | ---- | ---- | ---- |
| 692  | 612  | 545  | 615  | 621  | 654  | 756  | 771  | 784  |

| 2015 | 2020 | 2022 | - | - | - | - | - | - |
| ---- | ---- | ---- | - | - | - | - | - | - |
| 801  | 841  | 864  | - | - | - | - | - | - |

## Enseignement

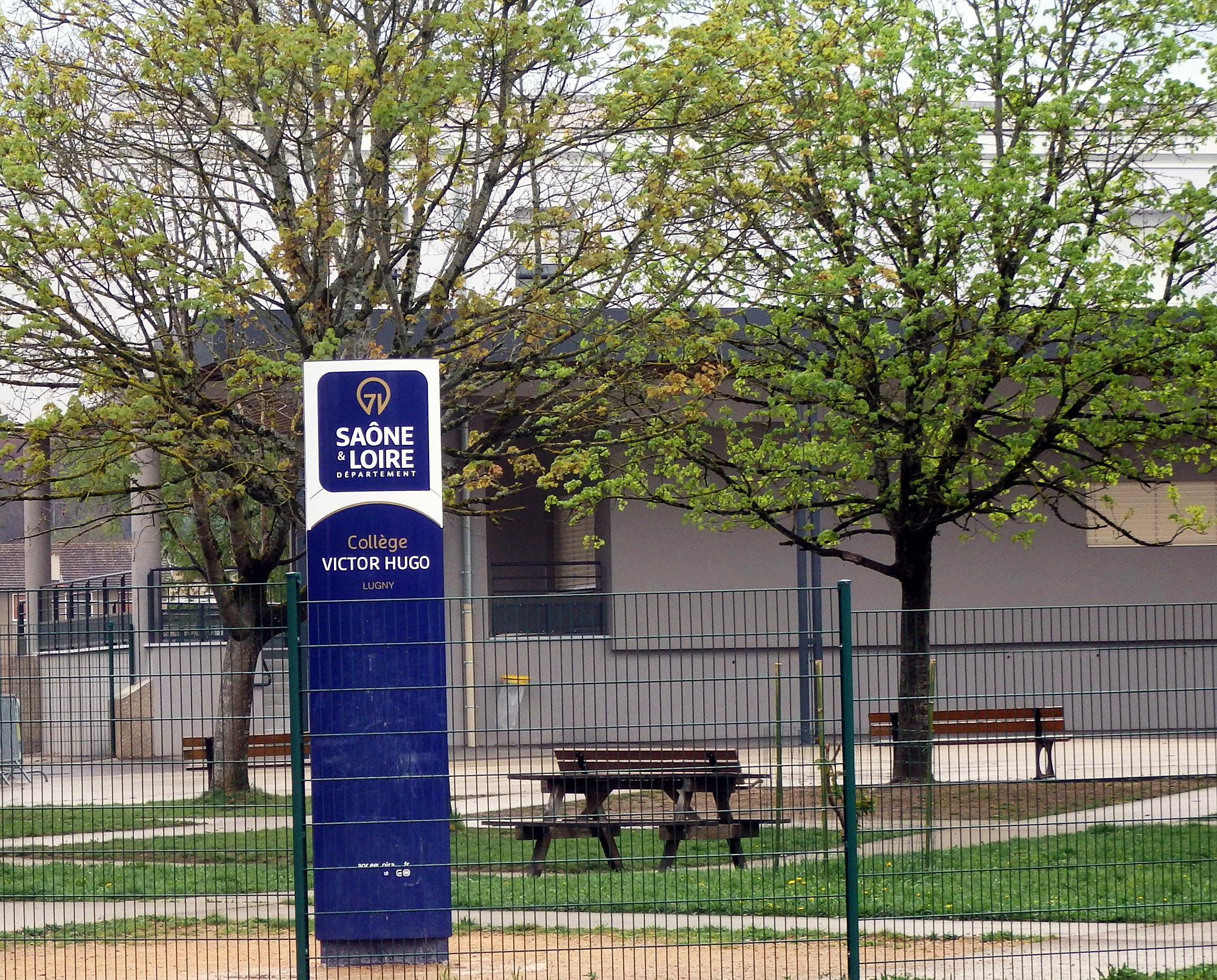
Le collège public Victor-Hugo de Lugny, entré en service en 1977 et dont la carte scolaire s'étend à 19 communes.

Pour l'enseignement secondaire, Montbellet, avec dix-huit autres communes, relève de la carte scolaire du collège « Victor Hugo » de Lugny.

## Lieux et monuments

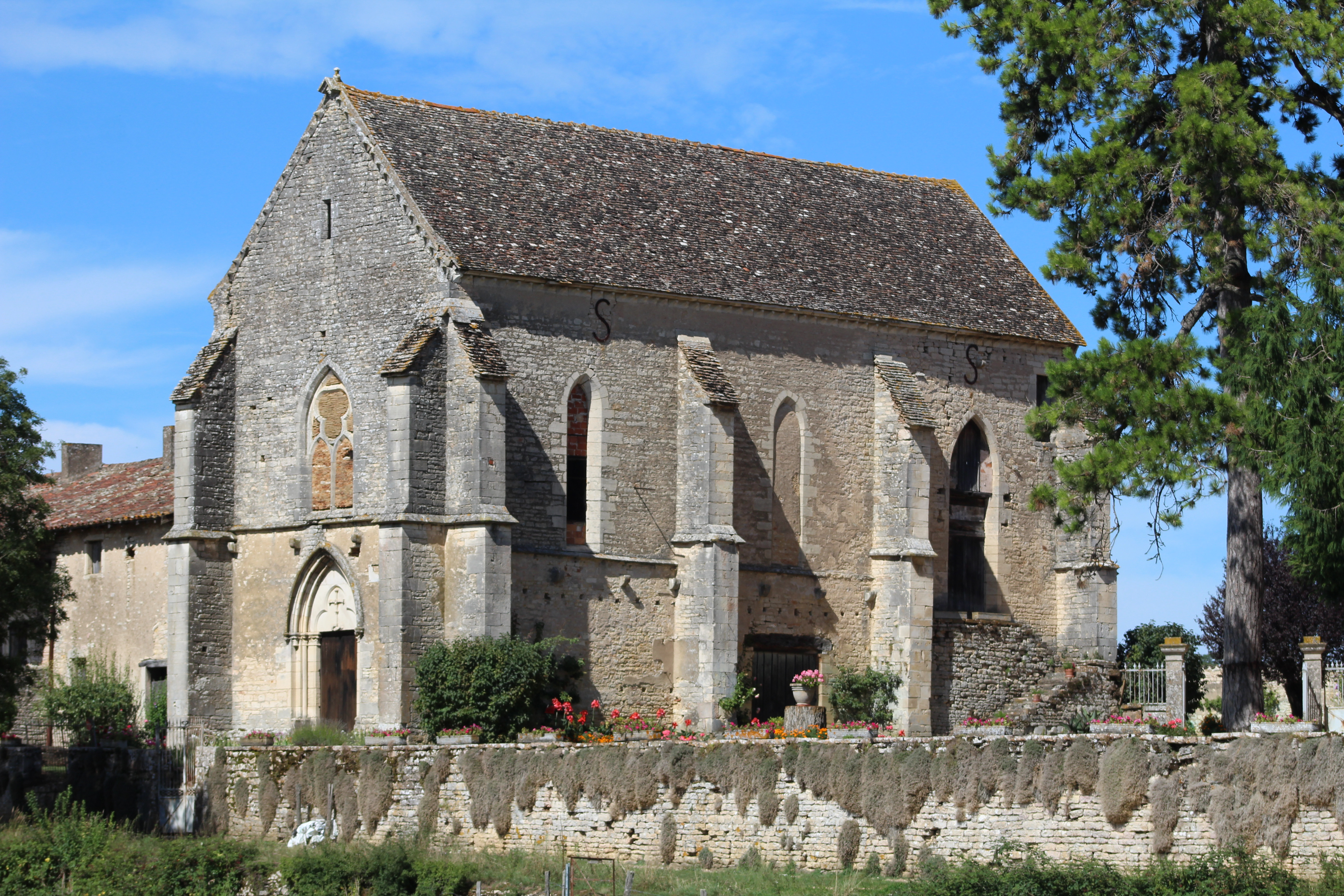
La chapelle de la commanderie Sainte-Catherine, au hameau de Mercey.

- L'église Saint-Didier de Montbellet (en partie romane). Cette église faisait partie, initialement, d’un prieuré dépendant de l'abbaye de Saint-Claude dans le Jura et qui avait pour annexe la chapelle de Saint-Oyen, saint jurassien. On peut observer, à l’intérieur de cette priorale, trois étapes successives de construction. De l'époque romane (XIIe siècle), il reste la travée sous clocher avec coupole octogonale sur trompes, portée sur deux arcs latéraux qui permettent le passage du plan rectangulaire au plan carré. De l'époque gothique date le chœur, qui est de la fin du XIIIe siècle ou début XIVe, à chevet plat, qui est profond de deux travées ; il est voûté d’ogives chanfreinées, que sépare un fort arc doubleau au cintre légèrement brisé. Enfin, du début du XVIIIe siècle, date la nef rectangulaire, agrandie en 1702. Bâtie sur un sol en pente, elle présente une particularité remarquable : une assez forte déclivité d’ouest en est.
- Au hameau de Mercey : une chapelle templière du XIIIe siècle, vestige de la commanderie du Temple de Sainte-Catherine. Elle comporte « trois travées de nef épaulées par des contreforts, chevet plat et structures d'ogives, comme à Islands. Mais, tapissant les parois intérieures du vaisseau [devenu simple remise], court une galerie de figures peintes de saints et de saintes, (...) inexplicablement inachevées et marquées encore de leurs lignes de construction. (...) L'imagination rêve ...» une série de peintures murales dont l'exécution pourrait avoir été interrompue au moment de la suppression de cet Ordre par Philippe-le-Bel. Pour le moment rien n'infirme ni ne confirme cette supposition[36].

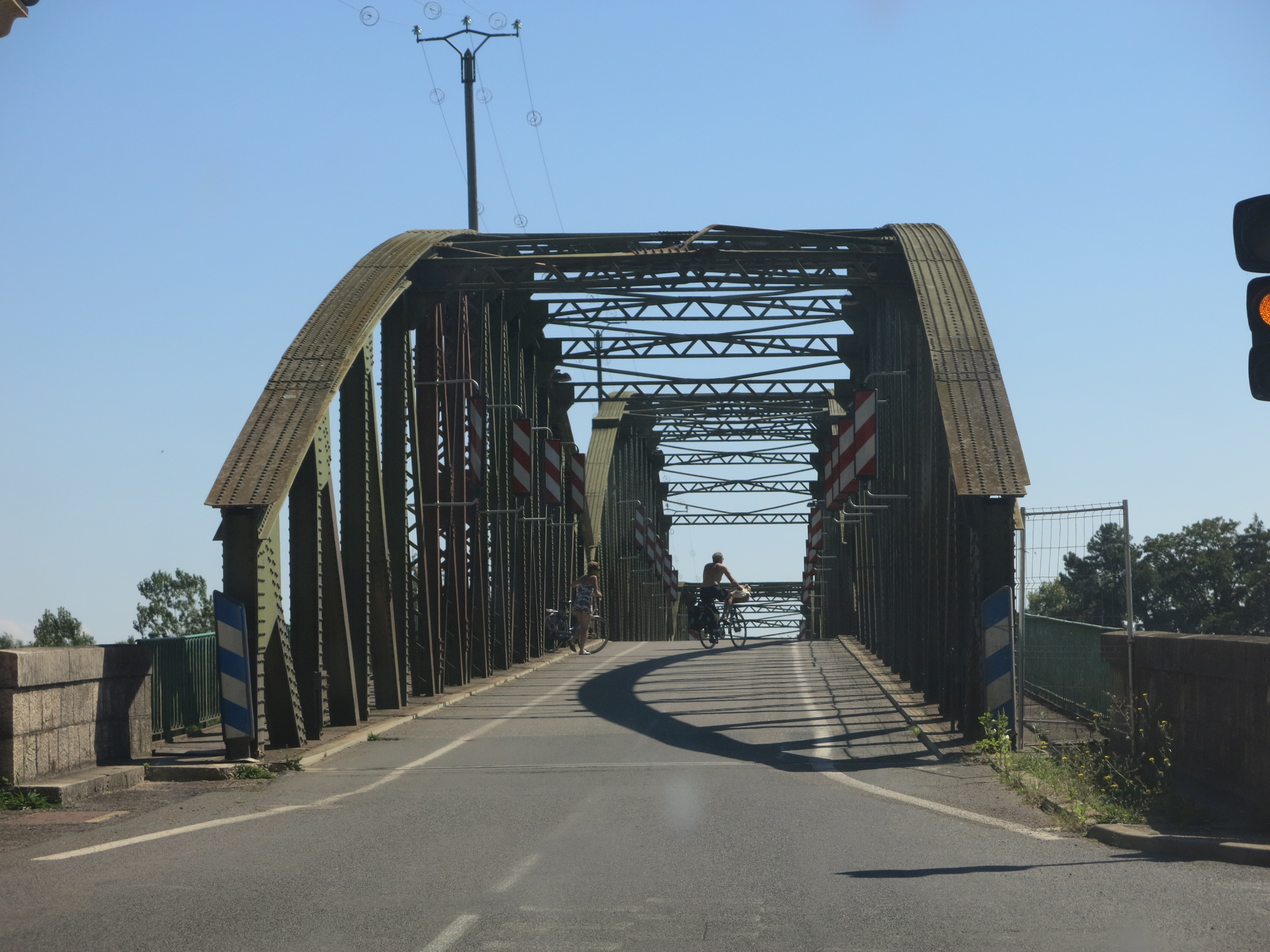
L'entrée du pont de Fleurville.

- Le pont de Fleurville (qui, en dépit de son nom, débouche sur le territoire de la commune de Montbellet[37]), construit pour la première fois en 1835 pour succéder à un bac et faciliter les communications entre les communes du canton de Lugny et celles du canton de Pont-de-Vaux[38].
- Au hameau de Saint-Oyen : l'ancienne chapelle d'un prieuré qui dépendait de l'abbaye de Saint-Claude (Jura), bâtie au XIIe siècle dans le style roman et remaniée ultérieurement[39]. Elle est composée d'une nef unique charpentée, d'un clocher carré à deux niveaux édifié sur une travée voûtée en berceau brisé suivie d'une travée de chœur et d'une abside, toutes deux plafonnées.
- Le château de Buffières.
- Le château de Mercey, acquis en 1808 par le baron Étienne Le Grand de Mercey, général d'Empire[40].

## Jumelages
En vertu de son hameau Saint-Oyen, Montbellet est jumelée depuis 2002 avec les communes suivantes :
- Saint-Oyens (Suisse) ;
- Saint-Oyen (Italie) ;
- Saint-Oyen (Savoie) (France).

## Culte
Montbellet appartient à l'une des sept paroisses composant le doyenné de Mâcon (doyenné relevant du diocèse d'Autun) : la paroisse Notre-Dame-des-Coteaux en Mâconnais, paroisse qui a son siège à Lugny et qui regroupe la plupart des villages du Haut-Mâconnais.
C'est en 1939 que la paroisse de Montbellet fut rattachée à celle de Lugny pour le culte (à la suite de la création de la communauté pastorale de Lugny, fondée à l'initiative de Joseph Robert). Ce rattachement faisait suite au départ de l'abbé Élie Bachelet (1900-1973), dernier curé de Montbellet, nommé cette année-là par l'évêque d'Autun à la cure de Saint-Vallier.

## Personnalités liées à la commune
- Le général Étienne Legrand, baron de Mercey (1755-1828), résida au château de Mercey[43].

## Pour approfondir